# Uitaña
Uitaña est une localité de la paroisse civile d'Alto Ventuari dans la municipalité de Manapiare dans l'État d'Amazonas au Venezuela, située sur un cours affluent du río Yatití.